# Fontaine-Uterte
Fontaine-Uterte är en kommun i departementet Aisne i regionen Hauts-de-France i norra Frankrike. Kommunen ligger  i kantonen Bohain-en-Vermandois som ligger i arrondissementet Saint-Quentin. År 2022 hade Fontaine-Uterte 135 invånare.

## Befolkningsutveckling
Antalet invånare i kommunen Fontaine-Uterte
Referens: INSEE